# Steffen Weinhold
Steffen Weinhold (Fürth, 19 de julho de 1986) é um handebolista profissional alemão, medalhista olímpico

## Carreira
Steffen Weinhold integrou a Seleção Alemã de Handebol no Rio 2016, conquistando a medalha de bronze.